# Verwaltungsgemeinschaft Oberpöring
Die Verwaltungsgemeinschaft Oberpöring liegt im niederbayerischen Landkreis Deggendorf und wird von folgenden Gemeinden gebildet:
1. Oberpöring, 1194 Einwohner, 17,39 km²
2. Otzing, 1969 Einwohner, 30,43 km²
3. Wallerfing, 1292 Einwohner, 20,76 km²

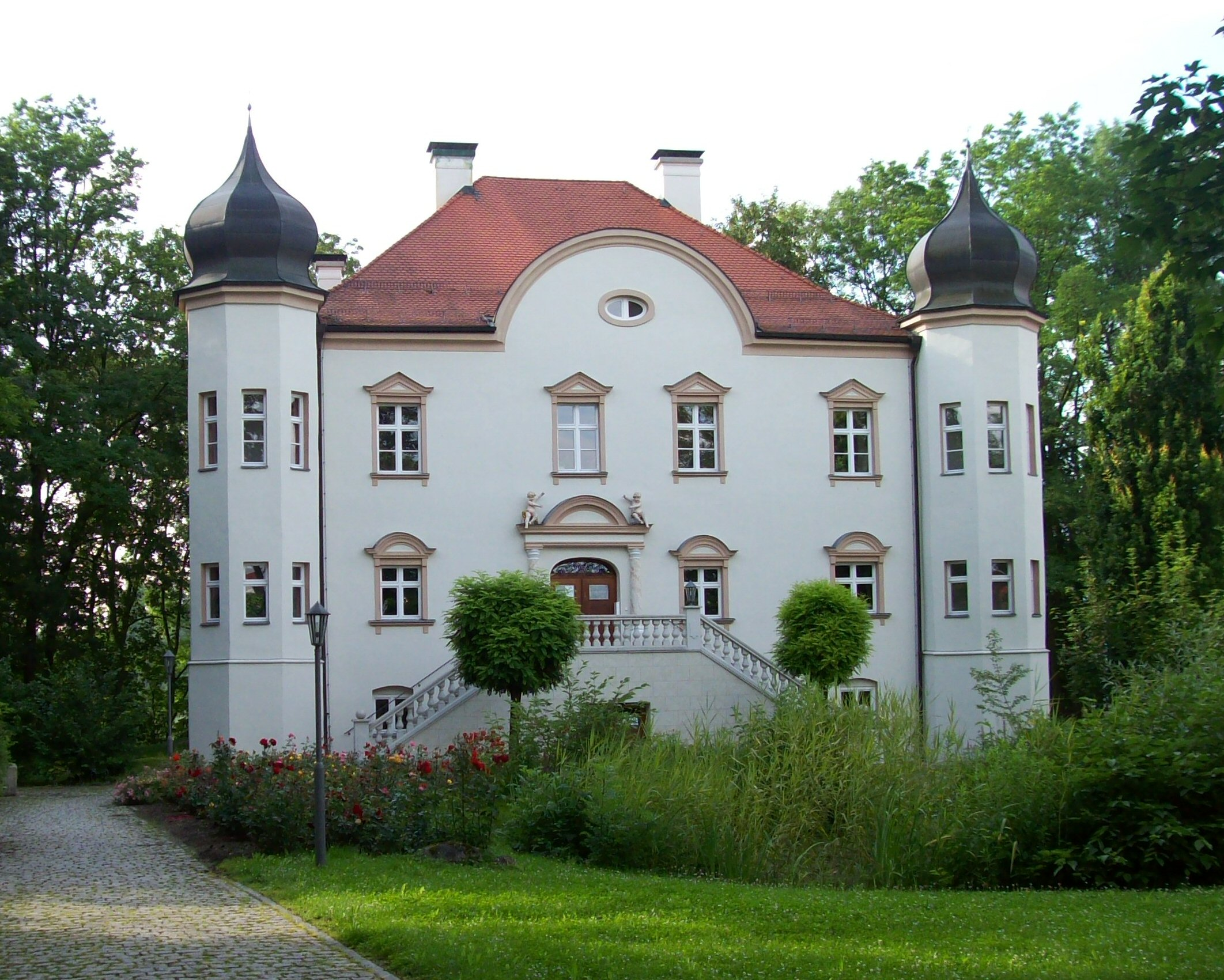
Schloss Niederpöring

Sitz der Verwaltungsgemeinschaft ist die Gemeinde Oberpöring. Schloss Niederpöring wurde 1985 von den in der Verwaltungsgemeinschaft Oberpöring zusammengeschlossenen Gemeinden erworben und 1987 zum Verwaltungssitz ausgebaut.